# Microphthalma cuzcana
Microphthalma cuzcana är en tvåvingeart som först beskrevs av Townsend 1912.  Microphthalma cuzcana ingår i släktet Microphthalma och familjen parasitflugor.
Artens utbredningsområde är Peru. Inga underarter finns listade i Catalogue of Life.